# Kasimir Edschmid
Eduard Schmid (cunoscut sub pseudonimul Kasimir Edschmid, n. 5 octombrie 1890, Darmstadt, Imperiul German – d. 31 august 1966, Scuol, Suot Tasna⁠(d), cantonul Graubünden, Elveția) a fost un scriitor și jurnalist german.

## Opera
- 1911: Versuri, imnuri, cântece ("Verse, Hymnen, Gesänge");
- 1913: Imagini, proiecții lirice ("Bilder, Lyrische Projektionen");
- 1915: Cele șase confluențe ("Die sechs Mündungen");
- 1916: Viața frenetică ("Das rasende Leben");
- 1916: Timur;
- 1916: Bernhard Hoetger;
- 1919: Despre expresionism în literatură și despre lirica nouă ("Über den Expressionismus in der Literatur und die neue Dichtung");
- 1920: Nimfa cu două capete ("Die doppelköpfige Nymphe");
- 1927: Aventurile misterioase ale consilierului Brüstlein ("Die gespenstigsten Abenteuer des Hofrats Brüstlein");
- 1928: Lord Byron;
- 1931: Lumea bună sau mai marii acestui pământ ("Leute oder die Großen dieser Erde");
- 1931: Strălucirea și mizeria Americii de Sud ("Glanz und Elend Südamerikas");
- 1961: Expresionismul viu ("Lebendiger Expressionismus");
- 1968: Italia. Peisaj, istorie, cultură ("Italien. Landschaft, Geschichte, Kultur").

Edschmid a fondat revista Tribune für Kunst und Zeit.